# Windows Movie Maker
Windows Movie Maker (cunoscut anterior drept Windows Live Movie Maker, cu nume de cod Sundance) este un program freeware întrerupt dezvoltat de Microsoft pentru crearea sau editarea filmelor, precum și publicarea lor pe SkyDrive, Facebook, YouTube sau Flickr. Conține generic, încetinitor, vedere alb-negru, derulare rapidă a cadrelor etc. În Windows Movie Maker filmele se pot salva și pe CD. Înregistrarea se efectueaza cu ajutorul camerei video, iar înregistrarea sunetelor este efectuată cu ajutorul microfonului.